# Пацеа (Комо)
Пацеа је насеље у Италији у округу Комо, региону Ломбардија.
Према процени из 2011. у насељу је живело 66 становника. Насеље се налази на надморској висини од 292 м.